# Prefektura Tokušima

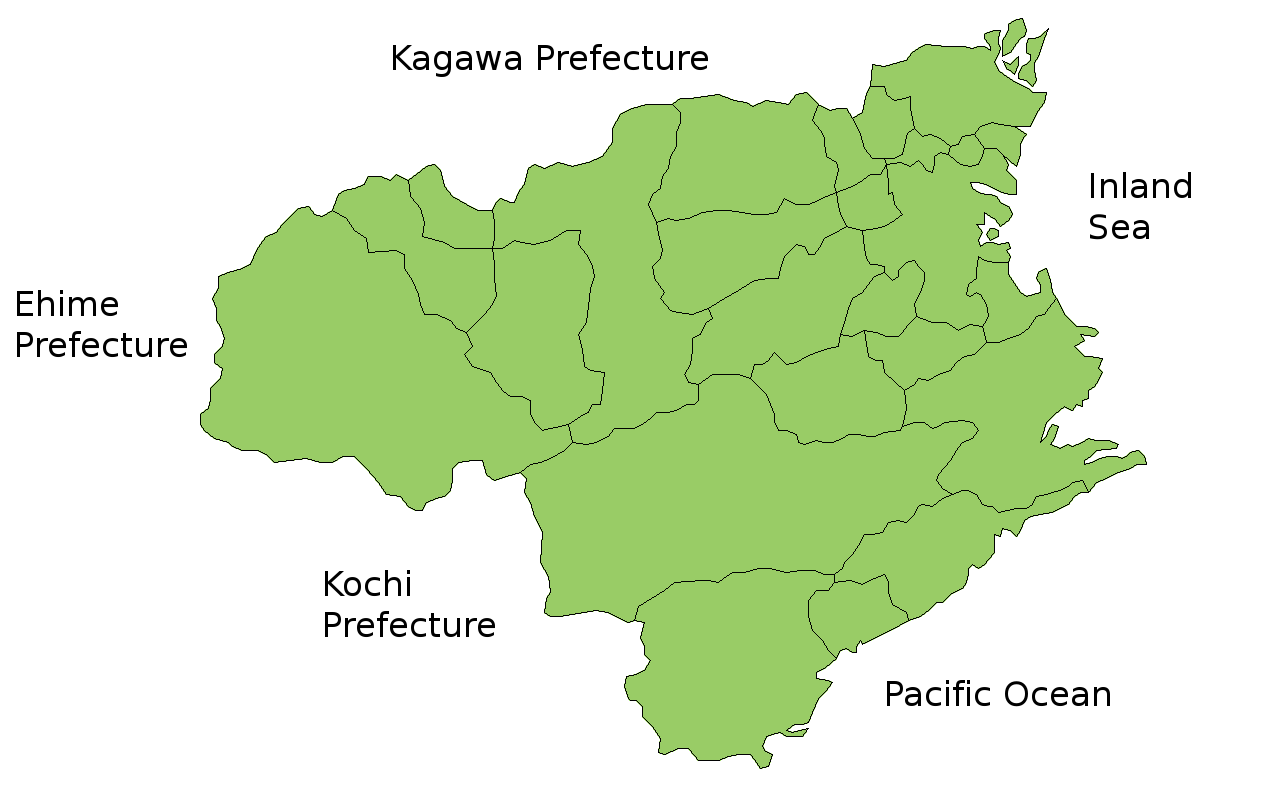
Mapa prefektury Tokušima

Prefektura Tokušima (japonsky: 徳島県, Tokušima-ken) je jednou ze 47 prefektur Japonska. Nachází se na ostrově Šikoku. Hlavním městem je Tokušima.
Prefektura má rozlohu 4 145,46 km² a k 1. říjnu 2005 měla 809 974 obyvatel.

## Geografie

### Města
V prefektuře Tokušima leží 8 velkých měst (市, ši):
- Anan (阿南)
- Awa (阿波)
- Jošinogawa (吉野川)
- Komacušima (小松島)
- Mijoši (三好)
- Mima (美馬)
- Naruto (鳴門)
- Tokušima (徳島 hlavní město)

## Zajímavosti
Oficiální symbol prefektury Tokušima je tvořen stylizovanou kombinací prvních dvou slabik názvu prefektury (to a ku) ve slabičném písmu hiragana.